# Chiesa di San Piero in Palco (Firenze, Badia a Ripoli)
La chiesa di San Piero in Palco (San Pierino) è un luogo di culto cattolico che si trova in via Badia a Ripoli, nel quartiere est di Badia a Ripoli a Firenze.

## Storia
Si trovava in questo luogo, detto Bisarno perché posto presso una ramificazione del fiume in due tronconi, una chiesa longobarda lungo la via Cassia, vicina a un guado del fiume detto Vado lungum (da cui il moderno nome del quartiere Varlungo sulla sponda opposta) e detta anche "in Palco" perché costruita in posizione elevata rispetto alle "lame" (rigagnoli) dell'Arno circostanti. Una prima menzione risale al 1003, quando è citata come Sanctus Petrus in Bixarno, sebbene la chiesa venne restaurata, ingrandita e ridecorata a metà del Trecento, con una nuova consacrazione il 26 novembre 1360, come ricorda una lapide in caratteri gotici posta sul pilastro sinistro dell'abside. 
Nel XVI secolo venne aggiunto un piccolo transetto e vennero costruiti gli altari laterali in pietra serena, secondo i dettami della Controriforma, che comportarono il danneggiamento parziale e la conseguente scialbatura degli affreschi gotici. Altri restauri si ebbero tra XVII e XVIII secolo, col rinnovo tra l'altro delle pale d'altare.
Fu parrocchia fino al 1958, quando passò il nome e il titolo alla nuova, grande chiesa del quartiere di Gavinana, detta appunto di San Piero in Palco, in piazza Elia Dalla Costa. Nel frattempo, il venir meno della popolazione rurale dei dintorni ne determinò un lento ma incipiente abbandono, con l'aggravarsi delle condizioni dell'edificio, fino al 1973 quando fu riaperta alle dipendenze della parrocchia di San Bartolomeo a Ripoli, con un cantiere di restauro iniziato nel 1970 e concluso solo nel 1994, quando venne anche riscoperta la decorazione ad affresco sulle pareti dell'aula e nel presbiterio. Oltre alle scene trecentesche venne trovata sulla parete destra della navata anche una Madonna della Misericordia più antica, a tempera, che rappresenta uno dei più antichi esempi di pittura murale nella zona fiorentina (opera oggi staccata e conservata in sacrestia).

## Descrizione

### Esterno
L'esterno si presenta con una semplice facciata a capanna intonacata, con uno stemma di san Pietro e con tracce dell'edificio più antico, nel diverso parato murario nella parte più bassa. Il finestrone venne aggiunto solo nel 1772 (distruggendo una parte dell'affresco in controfacciata), mentre la finestrella a feritoia dà aria al sottotetto, tra le volte a crociera e le travi della copertura.

### Interno
L'interno ha una pianta a croce latina, con pareti laterali rafforzate da semipilastri, su cui poggiano i costoloni delle volte a crociera ogivali, decorate da fasce geometriche in rosso, bianco e nero. Gli affreschi del XIV secolo risalgono a diverse fasi esecutive, sia prima che dopo il 1350 circa, periodo del sostanziale rifacimento della chiesa. 

#### Aula
Sulla controfacciata un Giudizio Universale che risale alla fine del secolo e rimanda alla scuola di Niccolò Gerini. Più in basso un Cristo e una Sant'Elena a tutta figura, inseriti in una nicchia dipinta.
La parete sinistra mostra i santi Maria Maddalena, Giovanni Battista e Francesco, pure del XIV secolo, e sul pilastro un San Giacomo maggiore attribuito a Pietro Nelli. L'altare su questo lato, della famiglia Capponi (proprietari della vicina villa del Bisarno), e decorato con una tavola di Alessandro Allori, raffigurante l'Immacolata Concezione tra i santi Gioacchino e Anna, datato 1592.
Sulla parete destra si vedono invece gli affreschi trecenteschi con Sant'Onofrio eremita e un frate, San Nicola di Bari coi committenti e un altro beato. Sulla lunetta superiore, così come in quella antistante, si vede un emblema di una porta entro un circolo, che forse allude allo stemma dell'Arte della Seta, e che è stato messo in relazione a un possibile patronato della famiglia Ferrucci, che sarebbe stata iscritta a questa arte. 
L'altare di destra è dedicato a san Giuseppe e decorato da uno Sposalizio della Vergine del 1647. Vi si legge la firma Ridolfo Ferroni fece, che venne interpretata come indicazione del committente e riferita alla mano di Francesco Curradi; la digitalizzazione degli archivi dell'Accademia delle Arti del Disegno ha tuttavia messo in luce come sia esistito un pittore con questo nome attivo tra il 1625 e il 1648, di cui questa sarebbe dunque l'unica opera nota.

#### Transetto
All'incrocio del transetto la volta mostra una Gloria di san Pietro del 1771, dei pittori Mazzoni (?) e Cipriano Lensi. Qui l'altare di destra (Antinori) ha dal 1742 una Madonna col Bambino (XIV secolo) proveniente da un tabernacolo in via delle Lame e ritenuta miracolosa (opera tuttavia rimossa nel 1994 e non ancora ricollocata). 
L'altare di sinistra (Altoviti) invece presenta una Madonna col Bambino tra i santi Spiridone e Vincenzo Ferrer (1746) di Francesco Gambacciani, a cui è anteposto un tabernacolo impiallacciato del 1904, con una Cena in Emmaus sbalzata sullo sportellino metallico.

#### Presbiterio
Il presbiterio conserva i frammenti di altri affreschi del XIV secolo. Sulla volta quattro busti di vescovi entro medaglioni quadrilobi. Nella parete centrale Gesù entro una mandorla tra i santi Pietro e Paolo, sotto il quale sta un'Annunciazione frammentaria (si vede solo l'Angelo) sotto un loggiato. 
Alla parete destra il Martirio di san Pietro. Più in basso la tavola con la Madonna in Gloria col Bambino tra i santi Pietro, Sebastiano, Giovanni Battista e Francesco, firmata col monogramma di Santi di Tito e databile ai lavori del 1586, quando doveva essere stata dipinta per l'altare maggiore della chiesa. 
Sulla parete sinistra una lunetta con un frammento di Santo e al di sotto un altro frammento forse di San Francesco che riceve le stimmate, del 1350-1400 circa, e un ciborio in marmo del XV secolo, il cui sportello in metallo dorato, coevo, è conservato per precauzione nei depositi della soprintendenza. 

#### Altri ambienti
Nell'anti-sagrestia un San Michele e santi, opera trecentesca. In sagrestia si trovano le sinopie staccate di alcuni affreschi della chiesa e la Madonna della Misericordia del XII-XIII secolo, proveniente dalla parete destra dell'aula. Da qui si può accedere al corridoio porticato che costeggia il lato sud della chiesa, dove si trovano altri affreschi del XIV secolo: una Madonna in trono tra due santi e una lunetta frammentaria con Angeli. Vicino al portale che conduce all'esterno la pietra tombale di ser Ventura Mei, che nel 1321 patrocinò la funzione delle campane.